# Кирхнер, Мартин
Мартин Кирхнер (нем. Martin Kirchner; 15 июля 1854, Шпандау — 11 ноября 1925, Берлин) — немецкий военный врач, руководитель прусской системы здравоохранения.

## Биография
Мартин Киршнер родился в Шпандау в 1854 году в семье протестантского пастора. После посещения гимназии Иоахимсталя в Берлине он сначала изучал историю и философию в Галле, но вскоре переключился на медицину. Он учился на военного врача в Берлинском университете Пепиньер и был военным врачом с 1878 по 1896 год. В 1878 году он также получил докторскую степень по медицине, он получил лицензию на медицинскую практику в 1880 году. С 1887 по 1889 год он работал врачом в Институте гигиены Берлинского университета с Робертом Кохом. В 1894 году он получил звание профессора гигиены в TH Ганновера.
С 1896 по 1911 год он работал в Министерстве культуры Пруссии, а с 1898 года - секретным советником по медицине в медицинском отделе Министерства. С 1900 по 1911 год он был доцентом Берлинского университета. С 1911 по 1919 год в качестве секретного главного врача он руководил медицинским отделом, переведенным в Министерство внутренних дел. В качестве министерского чиновника Кирхер оказал решающее влияние на закон о прусских окружных врачах, а также на реорганизацию положений о медицинском и стоматологическом обучении и осмотрах, а также на законодательство по заболеваниям. Организация пунктов медицинского осмотра и прусских дезинфекционных школ в значительной степени восходит к его инициативе. Киршнер сыграл важную роль в организации борьбы с туберкулезом и раком, в спасательной службе, школьном здравоохранении и школьной стоматологической помощи, а также в продвижении медицинской подготовки. После выхода на пенсию с поста директора министерства Кирхнер был членом городского совета в Берлине и окружного совета в Шёнеберге, а также членом прусского государственного парламента.
В 1904 году Киршнер был соучредителем журнала для повышения квалификации врачей.

## Избранные работы
- Die Entdeckung des Blutkreislaufs. Historisch-kritische Darstellung. Berlin 1878. — Открытие кровообращения. Историко-критическое изложение.
- Grundriß der Militärgesundheitspflege. Bruhn, Braunschweig 1896. — Основы военного здравоохранения.
- Hygiene und Seuchenbekämpfung. Gesammelte Abhandlungen. Berlin 1904. — Гигиена и борьба с болезнями. Сборник трактатов.
- Schutzpockenimpfung und Impfgesetz. Unter Benutzung amtlicher Quellen. Berlin 1911. — Защитная вакцинация против оспы и закон о вакцинации.
- Ärztliche Kriegs- und Friedensgedanken. Fischer, Jena 1918. — Рассуждения врачей о войне и мире.
- Robert Koch. Springer, Wien/Berlin 1924.